# Бајагић
Бајагић је насељено место у саставу града Сиња, Сплитско-далматинска жупанија, Република Хрватска.

## Историја
До територијалне реорганизације у Хрватској налазио се у саставу старе општине Сињ.

## Становништво
На попису становништва 2011. године, Бајагић је имао 562 становника.
| Број становника по пописима | Број становника по пописима | Број становника по пописима | Број становника по пописима | Број становника по пописима | Број становника по пописима | Број становника по пописима | Број становника по пописима | Број становника по пописима | Број становника по пописима | Број становника по пописима | Број становника по пописима | Број становника по пописима | Број становника по пописима | Број становника по пописима | Број становника по пописима |
| --------------------------- | --------------------------- | --------------------------- | --------------------------- | --------------------------- | --------------------------- | --------------------------- | --------------------------- | --------------------------- | --------------------------- | --------------------------- | --------------------------- | --------------------------- | --------------------------- | --------------------------- | --------------------------- |
| 1857                        | 1869                        | 1880                        | 1890                        | 1900                        | 1910                        | 1921                        | 1931                        | 1948                        | 1953                        | 1961                        | 1971                        | 1981                        | 1991                        | 2001                        | 2011                        |
| 551                         | 632                         | 705                         | 853                         | 909                         | 982                         | 956                         | 974                         | 936                         | 973                         | 1.007                       | 906                         | 868                         | 844                         | 696                         | 562                         |

### Попис1991.
На попису становништва 1991. године, насељено место Бајагић је имало 844 становника, следећег националног састава:
| Попис 1991.‍  | Попис 1991.‍  | Попис 1991.‍ | Попис 1991.‍ | Попис 1991.‍ |
| ------------ | ------------ | ----------- | ----------- | ----------- |
|              |              |             |             |             |
| Хрвати       | Хрвати       |             | 831         | 98,45%      |
| Југословени  | Југословени  |             | 7           | 0,82%       |
| неопредељени | неопредељени |             | 2           | 0,23%       |
| непознато    | непознато    |             | 4           | 0,47%       |
| укупно: 844  |              |             |             |             |

### Презимена
Презимена из Бајагића:
- Шарић — Православци — Свети Никола